# Jan Bedřich Kittl
Jan Bedřich Kittl (en allemand : Johann Friedrich Kittl, baptisé Jean-Bernard Friedrich Kittl ; signant généralement J. F. Kittl) (Orlík nad Vltavou, 8 mai 1806 – Leszno, 20 juillet 1868) est un compositeur bohémien. Il s'agit d'une personnalité importante de la vie culturelle de Prague dans les années 1840 à 1860 et le deuxième directeur du conservatoire de Prague entre 1843 et 1865. L'œuvre qui a eu le plus grand succès, est son Bianca et Giuseppe ou les Français avant Nice (1848), l'opéra tchèque le plus important avant Smetana.

## Biographie
Jan Bedřich Kittl naît à Orlík nad Vltavou au Sud de Prague et au bord de la Vltava. Il est le second de sept enfants et le premier fils de la succession du prince Charles Philippe de Schwarzenberg. Destiné à l'origine à la succession de son père, il s'y prépare en étudiant le droit à la faculté de droit de l'université de Prague et obtient son doctorat. Dans les années 1831–1836, il travaille au bureau du procureur à Prague.
Cependant, dans le même temps il se consacre également à la musique. Il apprend le piano, pour lequel il est encouragé par la veuve du prince, Maria Anna de Hohenfeldu et se présente en tant que musicien dans la société aristocratique. Après ses études juridiques, il étudie en outre la composition avec Václav Jan Tomášek, et par lequel il côtoie plusieurs autres personnalités musicales. En 1832, il rencontre le jeune Richard Wagner et près d'un an plus tard le grand compositeur Louis Spohr, avec qui il entretient longtemps une correspondance animée. Suivent d'autres contacts avec par exemple, Heinrich Marschner, Hector Berlioz et Franz Liszt. Le bon accueil de ses compositions, et plus spécialement ses droits d'auteur du concert organisé lors de son trentième anniversaire en 1836, le convainquent d'abandonner la carrière de juriste pour se consacrer entièrement à la musique. Le succès musical est confirmé par la seconde symphonie « La Chasse » (1838) de Kittl, qui est joué  bientôt dans toute l'Europe, placées dans les programmes de concerts entre Louis Spohr et Felix Mendelssohn.

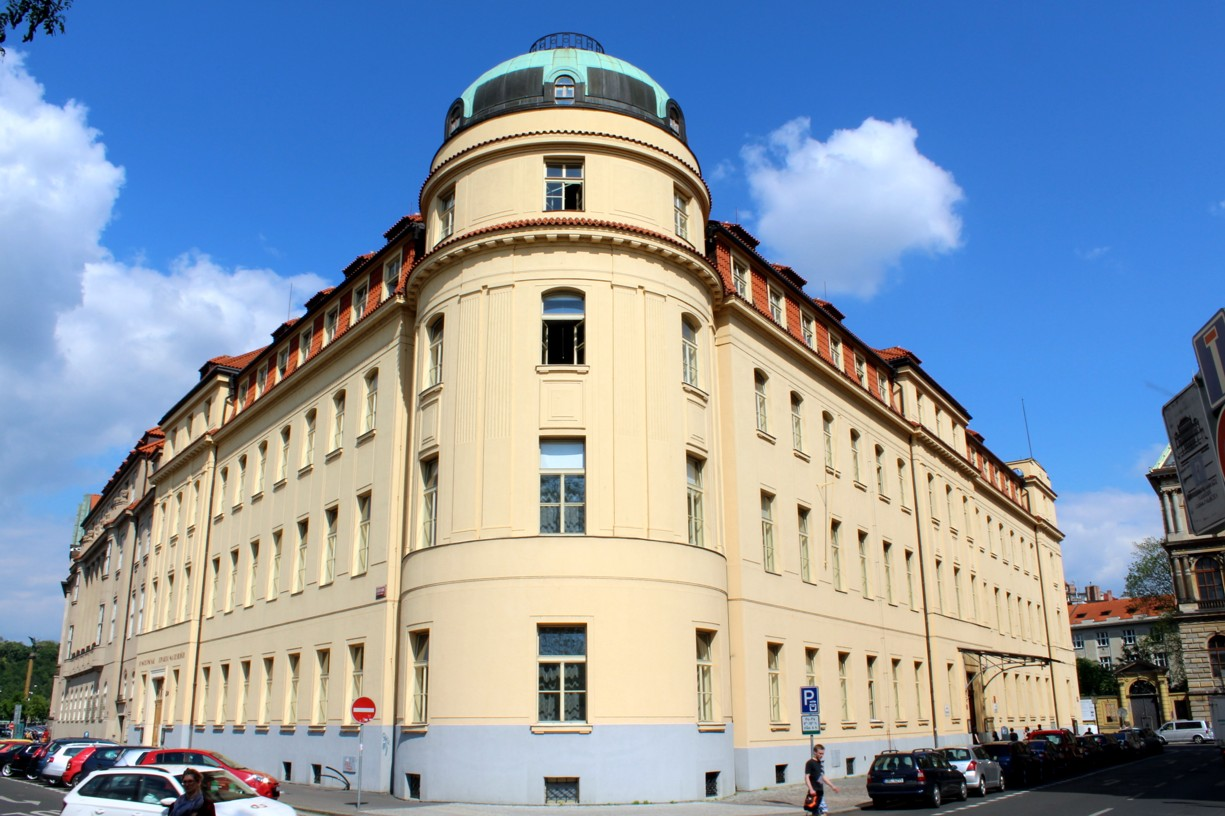
Le Conservatoire de Prague, créé en 1808, de nos jours.

Après la mort de le premier directeur du conservatoire de Prague, Bedřich Diviš Weber (1776–1842), avec le soutien de la noblesse praguoise, il est nommé nouveau directeur le 4 juillet 1843, exerçant cette fonction jusqu'en 1865. Cette période a été l'une des plus importantes dans l'histoire de l'institution. Les Concerts du conservatoire ont marqué par leur niveau élevé les musiciens (Berlioz, Schumann, Mendelssohn, Liszt, Wagner) qui ont fait l'éloge lors de leur visite à Prague. Par exemple, Hector Berlioz est invité par Kittl pour diriger sa musique pour le Roi Lear. L'orchestre du conservatoire lors d'occasions spéciales, a également servi de renfort à l'orchestre du théâtre des États, permettant de jouer les difficiles opéras de Wagner dans les années 1850.

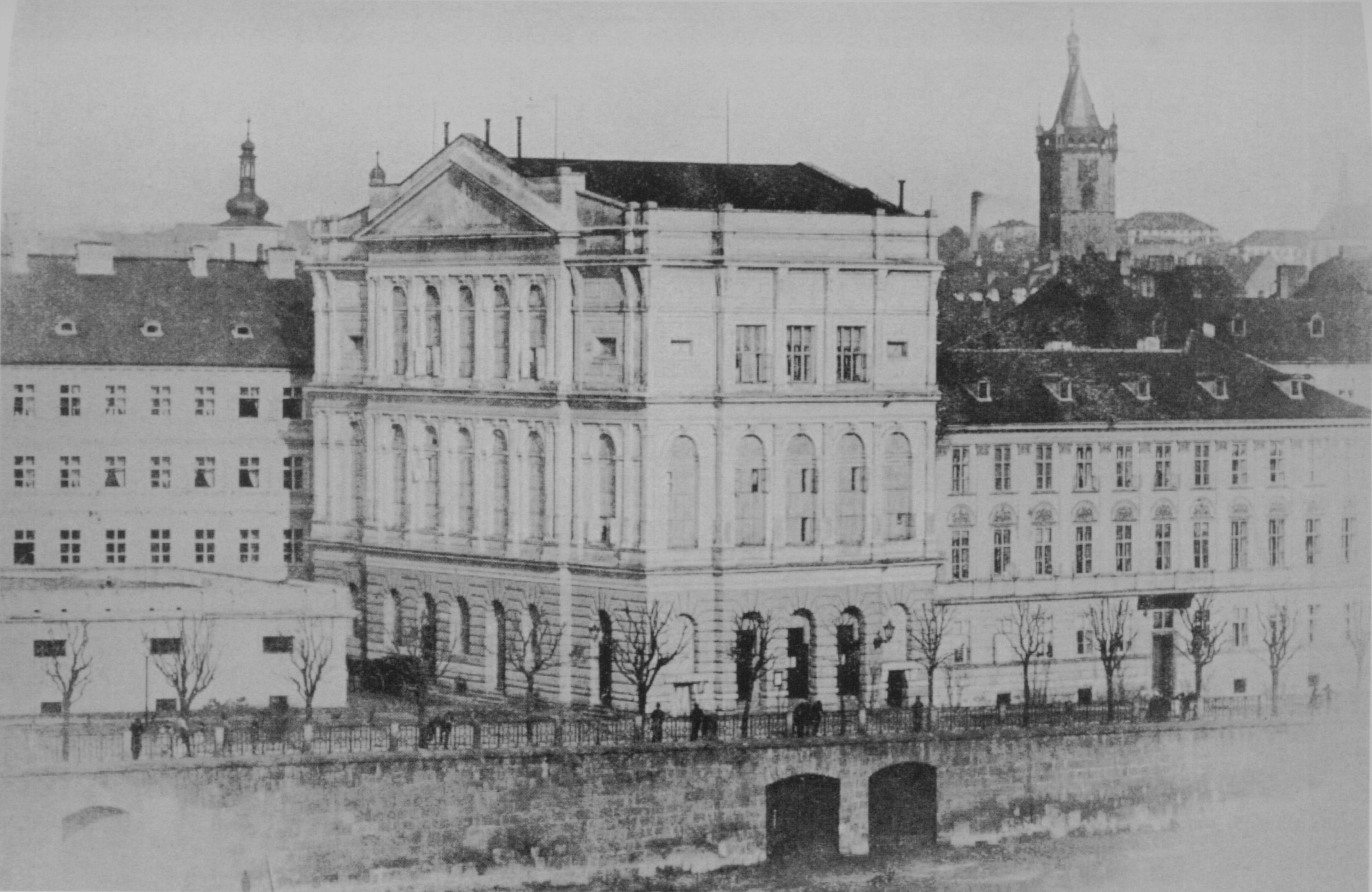
Le théâtre provisoire (Prozatímní divadlo), en 1864.

Sa composition la plus réputée est l'opéra Bianca et Giuseppe ou les Français avant Nice (Bianca a Giuseppe aneb Francouzové před Nizzou) sur un livret de Richard Wagner, créé lors de l'année révolutionnaire de 1848 (19 février 1848). Le sujet de l'opéra, emprunté à la Révolution française entre en résonance avec l'esprit contemporain et certaines mélodies sont rapidement populaires. Pendant vingt ans, Bianca et Giuseppe, a été l'un des opéras les plus joués à Prague et également produit à l'étranger. Kittl écrit deux autres opéras, La Forêt de fleurs (création le 20 février) 1852 et les Iconoclastes (création 20 avril) 1854, ne remportent qu'un succès moyen. La musique de Kittl, gardant ses anciens modèles (en particulier Meyerbeer), peu de temps après sa mort, il était déjà considéré comme dépassé, ainsi qu'en témoignent les critiques de la première performance de Bianca et Giuseppe en anglais (Prozatímní divadlo Théâtre provisoire 1875).
Au début des années 1860, Kittl souffre de maladie et doit quitter son poste en 1865. Il quitte Prague pour Leszno, en Prusse, où il travaille en tant que professeur particulier. Il y meurt le 20 juillet 1868.
Kittl grandit en langue allemande. Même dans ses relations avec le milieu tchèque et ses relations personnelles, il préfère l'allemand. Du temps de ses études, cependant, ses contacts se maintiennent avec les patriotes tchèques, en particulier dans l'entourage de Václav Jan Tomášek. Au conservatoire l'enseignement a lieu aussi bien en allemand qu'en anglais, les étudiants de langue tchèque n'ont pas été défavorisés. Son opéra (écrit avec des ambitions internationales) et la plupart des mélodies de salon, sont écrites sur des textes en allemand ; cependant, il écrit des mélodies et surtout des chœurs sur les textes en tchèque, au contenu souvent patriotique.

## Œuvres
En plus des trois survivants de l'opéra (Bianca et Giuseppe ou le français avant Nice, Forêt de fleurs et les Iconoclastes) et ses quatre symphonies, Kittl compose des œuvres pour piano (six cahiers d'impromptus, des romances, des nocturnes, une sonate, des pièces intitulées aquarelles), des mélodies, des pièces pour chœurs et quelques œuvres de chambre (trio avec piano, septuor, nonnette)

## Discographie
Les œuvres de Kittl ont peu été enregistrées et encore moins d'enregistrements sont disponibles dans le commerce. Enregistrements à la fois de la production moderne de l'opéra Bianca et Giuseppe ainsi que d'un enregistrement radio de la Symphonie « La Chasse » n'ont pas été officiellement publiés.
- 1955, Soir (mélodie), Vera Krill, voix, Alfred Holeček, piano (LP Supraphon dans le cadre des Chansons de la renaissance tchèque
- 1971, Bianca et Giuseppe, finale II (LP Supraphon dans un ensemble de documents consacrés à l'Histoire du théâtre tchèque)
- 1999, mélodies : Trost, Die Spinnerin, Das tote Herz, Ins stille Land!, Zur Nacht, Winterlied, Trostlos, Denkst du wohl mein?, Ständchen, Wilde Rose, Das Sternchen, Liebesglück hat tausend Zungen, Lieb' hat eine treue Schwester, Die Abfahrt des Corsaren, Petr Matuszek, voix ; Petr Jiříkovský, piano (Supraphon SU 3408-2 231)

## Article contextuel
- Conservatoire de Prague